# Calyptophractus retusus
Genre
Espèce
Synonymes
- Burmeisteria retusa (Gray, 1856)
- Chlamyphorus retusus (Burmeister, 1863)

Statut de conservation UICN

 DD  : Données insuffisantes
 Calyptophractus retusus  est une petite espèce de tatou de la sous-famille des Euphractinae. Il a été décrit par Hermann Burmeister en 1863. C'est la seule espèce du genre Calyptophractus.

## Répartition

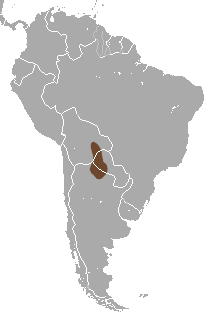
Répartition de l'espèce en Amérique du Sud.

On le trouve dans les steppes et déserts tropicaux secs d'Argentine, du Paraguay et de la Bolivie.